# Santos de San Luis
O Santos de San Luis é um clube profissional de basquetebol situada na cidade de San Luis Potosí, Estado de San Luis Potosí, México que disputa atualmente a LNBP. Manda seus jogos no Auditorio "General Miguel Barragán" com capacidade de 3.972 espectadores.